# Louis Armstrong
Louis Daniel Armstrong(Nueva Orleans, 4 de agosto de 1901-Nueva York, 6 de julio de 1971), también conocido como Satchmo o Pops, fue un trompetista y cantante estadounidense de jazz.
Se trata de una de las figuras más carismáticas e innovadoras de la historia del jazz y, probablemente, su músico más popular. Gracias a sus habilidades musicales y a su brillante personalidad, transformó el jazz desde su condición inicial de música de baile, en una forma de arte popular. Aunque en el arranque de su carrera cimentó su fama sobre todo como cornetista y trompetista, más adelante sería su condición de vocalista la que le consagraría como una figura internacionalmente reconocida y de enorme influencia para el canto jazzístico.

Los logros de Satchmo escapan a lo meramente artístico o personal, pues se convirtieron en símbolo de la creatividad del americano.

## Primeros años
Louis Armstrong nació en una familia muy pobre y en uno de los barrios marginales de Nueva Orleans. La miseria se agudizó cuando su padre, William Armstrong, los abandonó. Louis era entonces un niño y pasaría su juventud en un difícil vecindario de las afueras de la ciudad. Al menos desde 1910, cuando fue detenido por primera vez, se vería esporádicamente involucrado en asuntos delictivos. Su madre, Mary «Mayann» Albert (1886-1942), dejaba a Louis y a su hermana menor Beatrice Armstrong Collins (1903-1987) bajo el cuidado de su abuela, Josephine Armstrong (que había nacido esclava y fue liberada después de la Guerra Civil) y, a veces, de su tío Isaac.
La parte de su educación infantil la obtuvo vagabundeando por las calles y trabajando de chatarrero. Siendo aún muy niño pudo ser consciente del terrible odio racial que existía en los Estados Unidos en las primeras décadas del siglo XX. Por primera vez notó que era tratado diferente y, como él mismo contaba, finalmente acabó «comprendiendo que era por el color de su piel».
Trabajó para una familia de inmigrantes judíos lituanos, los Karnofsky, quienes aceptaron al niño como a uno más de la familia. Louis siempre contó cómo descubrió que esta familia blanca también era discriminada por «otros blancos», «yo tenía sólo siete años, pero podía notar el miserable trato que los blancos le daban a esta pobre familia judía para la cual trabajaba… de la cual aprendí cómo vivir una vida verdadera y con determinación» (escrito en sus memorias: Louis Armstrong y la familia judía en Nueva Orleans).
No existían antecedentes musicales en su familia, por lo que su interés por este arte surgió a partir de la escucha de las célebres bandas de Nueva Orleans, que desfilaban habitualmente por las avenidas de la ciudad. Su familia adoptiva fue la que hizo posible que se dedicara a la música y a no ser un muchacho problemático más de las calles de Nueva Orleans. Cuando la música le llamó y no tenía un centavo para comprar su primera trompeta, el señor Karnofsky se la compró. Eternamente agradecido y a pesar de ser de fe bautista, Louis Armstrong llevó el resto de su vida una estrella de David colgando de su cuello en honor a su mecenas. Hoy día existe en Nueva Orleans una organización sin ánimo de lucro llamada The Karnofsky Project que se encarga de proporcionar instrumentos musicales a niños sin posibilidades económicas.
Aprendió, en primer lugar, a tocar la corneta en la banda de la Nueva Orleans Home for Colored Waifs, un reformatorio para niños negros abandonados a donde había sido enviado en varias ocasiones por delitos menores, como por ejemplo el haber disparado al aire durante una Nochevieja. Allí, aconsejado por el director del reformatorio, Joseph Jones, y el profesor Peter Davis, optó por la trompeta entre otros instrumentos.
En 1914, tras su salida del reformatorio, trabajó como vendedor de carbón, repartidor de leche, estibador de barcos bananeros y otros empleos del mismo tipo. Empezó también a trabajar en los cabarés de Storyville, donde estaban concentrados todos los locales nocturnos de la ciudad; allí conoce al cornetista Joe King Oliver, quien fue su mentor y casi una figura paternal para él.
Al tiempo, seguía con atención todos los desfiles de las bandas de música habituales en la ciudad y escuchaba a los músicos veteranos cuantas veces podía, aprendiendo de Bunk Johnson, Buddy Petit y, sobre todo, de Joe King Oliver.
Entre 1918 y 1919, ya con una bien ganada reputación como cornetista, fue contratado por el director de orquesta Kid Ory, gracias a una recomendación de Joe King Oliver, que había dejado el puesto de cornetista. Louis llegó por este camino a tocar en algunas de esas orquestas de Nueva Orleans, incluyendo aquellas que viajaban por los ríos, como la renombrada orquesta de Fate Marable, que realizó una gira en un buque de vapor a lo largo de todo el Misisipi. El propio Armstrong describiría esta época con Marable como «su estancia en la universidad», ya que le proporcionó una enorme experiencia en el trabajo con arreglos escritos. Cuando Joe Oliver abandonó la ciudad en 1919, Armstrong ocupó el lugar de Oliver en la banda de Kid Ory, por entonces el grupo de swing más importante de la ciudad.

## Carrera musical

### Comienzos
En 1922, Armstrong se unió al éxodo generalizado de músicos que se produjo hacia Chicago, a donde había sido invitado por Joe King Oliver para incorporarse a su Creole Jazz Band como segundo cornetista. La orquesta de Oliver era, a comienzos de los años veinte, la mejor y la más influyente agrupación de swing de Chicago, en una época en que la ciudad era el centro del jazz; fue en este momento cuando la popularidad de Armstrong empezó a incrementarse de forma exponencial.
En 1923, Armstrong hizo su debut con la orquesta de Oliver para el sello discográfico Okeh Records. En sus primeras grabaciones se incluyeron algunos solos y apartes como segunda corneta de la banda; en 1924, sin embargo, ya era el solista más importante y más creativo del grupo. En febrero de 1924 se casó con Lillian Hardin, pianista de Oliver, quien lo animó a abandonar a este para alcanzar mayores metas artísticas. Así, se separó amistosamente de Oliver y, tras trabajar brevemente con Ollie Powers, se marchó a Nueva York.
Su fama llegó rápidamente a oídos del mejor director de orquesta afroamericano del momento, Fletcher Henderson, quien le ofreció un contrato para que se uniese a su banda, la Fletcher Henderson Orchestra, la principal banda afroamericana de la época. Armstrong se cambió a la trompeta para armonizar mejor con los otros músicos de su sección orquestal y debutó con ella el 29 de septiembre de 1924 en el Roseland Ballroom de Nueva York. Tras decidirse a aprender a leer música, en solo un año revolucionó el estilo y la forma de tocar de sus compañeros y grabó con las mejores cantantes de blues de la época, como Bessie Smith.
Durante este periodo, hizo también muchas grabaciones de forma independiente con los arreglos de un viejo amigo de Nueva Orleans, el pianista Clarence Williams, como por ejemplo unos dúos con su «rival» musical Sidney Bechet y una serie de acompañamientos con los Blues Singers.

### The Hot Five and Hot Seven

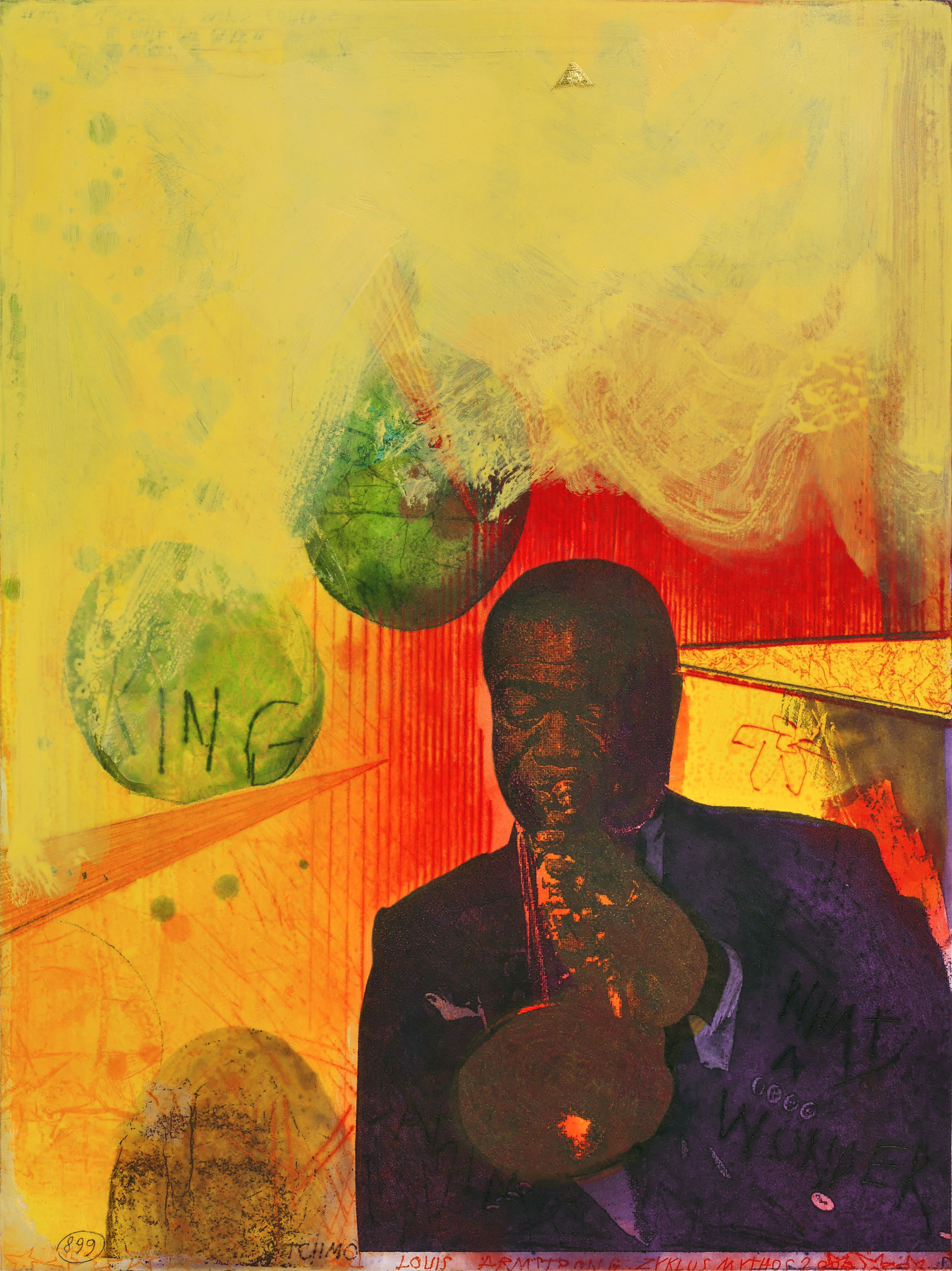
Aguafuerte coloreado a mano titulado Louis Armstrong, del artista Adi Holzer (2002).

En 1925 regresó a Chicago para unirse a la orquesta de Lil en el Dreamland Ballroom; empezó a grabar bajo su propio nombre para el sello OKeh acompañando a dos formaciones creadas por él llamadas Hot Five y Hot Seven, produciendo éxitos como «Potato Head Blues», «Muggles» (una referencia a la marihuana, la cual tendía a consumir desde siempre) y «West End Blues».
El trabajo de Armstrong con ambos grupos se convertiría en clásico dentro de la historia del jazz, siendo enormemente influyente y reinterpretado.
Fuera del estudio continuó tocando con big bands, como por ejemplo las de Erskine Tate y Carroll Dickerson, y su repertorio comenzó a cambiar hacia canciones populares como «Ain't Misbehavin». Apoyado ahora por la prestigiosa banda de Dickerson, anunciada como su propia orquesta, Armstrong aplicaba su forma virtuosa de tocar la trompeta y su encantadora manera de cantar con enorme efecto a las melodías populares de la época. La aparición en 1926 de «Heebie Jeebies» supone la primera muestra del estilo vocal llamado scatting, que Armstrong haría famoso: un solo instrumental cantado mediante sonidos o palabras sin ningún sentido.
Armstrong regresó a Nueva York en 1929, luego se trasladó a Los Ángeles en 1930 y después realizó una gira por Europa a partir de 1932 (regresaría dos años después, en 1934), consiguiendo un espectacular éxito en París. La aparición de Joe Glaser en 1935 como su representante y la contratación de la orquesta de Louis Russell como formación de apoyo de Armstrong, establecieron el curso de los acontecimientos durante el resto de la década, en la que Armstrong pasó de ser una simple figura del jazz a un destacado miembro de la industria del entretenimiento en general.
En 1940, Glaser rompió su relación comercial con la big band de Russell y contrató a nuevos músicos: esta unidad fue el principal apoyo con el que contó Armstrong hasta 1947. El cambio de aquel año fue presagiado por la grabación de la banda sonora de la película Nueva Orleans, en la que aparecía Louis, y en la que se interpretaban obras del repertorio clásico del jazz a cargo de un pequeño grupo.
Tras pasar muchos años de gira, se asentó permanentemente en Queens, Nueva York, en 1943. Aunque no ajeno a las vicisitudes del Tin Pan Alley y del negocio musical controlado por gánsteres, Louis continuó desarrollando su técnica y su carrera musical.
Durante los siguientes treinta años, Armstrong llegó a actuar una media de trescientas veces por año. En los años cuarenta, las big bands entraron en decadencia debido a los cambios en el gusto del público: muchas salas de baile cerraron y entre los nuevos medios de comunicación como la televisión y el auge de nuevos tipos de música, las big bands y el swing pasaron a un segundo lugar. Se hizo imposible mantener y financiar orquestas itinerantes de 16 músicos.

### The All Stars

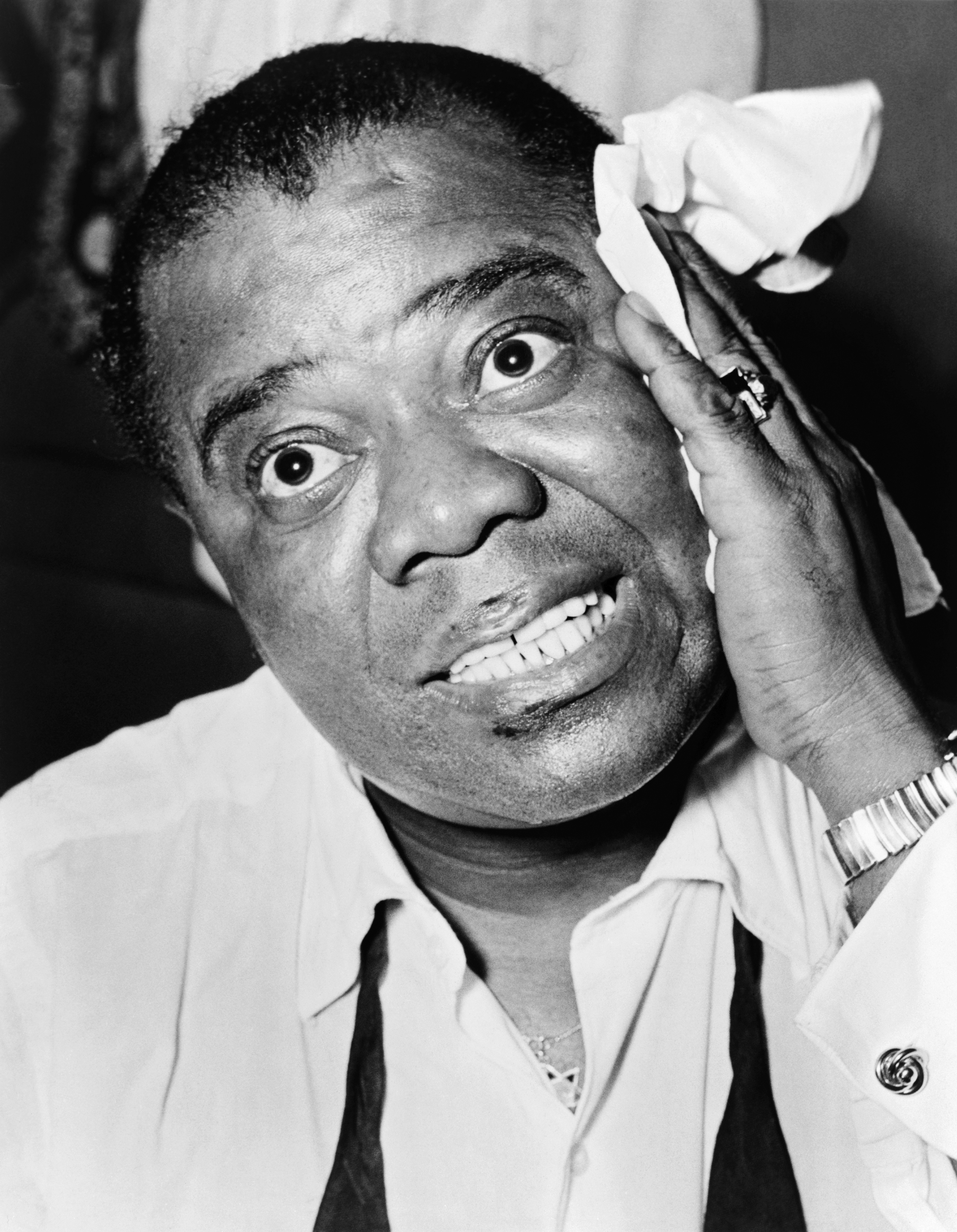
Louis Armstrong en 1953.

Hacia 1947, Armstrong redujo su banda a cinco instrumentos, volviendo así al estilo Dixieland que lo había hecho famoso al principio de su carrera. Este grupo fue llamado All Stars y estaba formado por Armstrong (voz y trompeta), Jack Teagarden (trombón), Barney Bigard (clarinete), Earl Hines (piano), Big Sid Catlett (batería) y Arvell Shaw (contrabajo). Con ellos, Louis Armstrong se presentó el 13 de agosto de 1947 en el club Billy Berg's de Los Ángeles. Por la agrupación pasaron otros músicos en diferentes etapas: Trummy Young (quien tocó con Dizzy Gillespie desde 1944), Marty Napoleon, Billy Kyle, Edmond Hall, Danny Barcelona, Tyree Glenn y Barrett Deems. Durante este periodo, realizó muchas grabaciones y apareció en alrededor de treinta películas.
En 1964, Armstrong grabó el que sería su tema más vendido: «Hello, Dolly». La canción obtuvo el puesto número uno en las listas de Estados Unidos, superando al grupo inglés The Beatles. Armstrong también obtuvo por el disco un premio Grammy al Mejor Cantante masculino y fue nominado a Mejor Disco del año. En este álbum se encuentra, también, otro tema clásico de Armstrong, «Jeepers Creepers».

## Fallecimiento

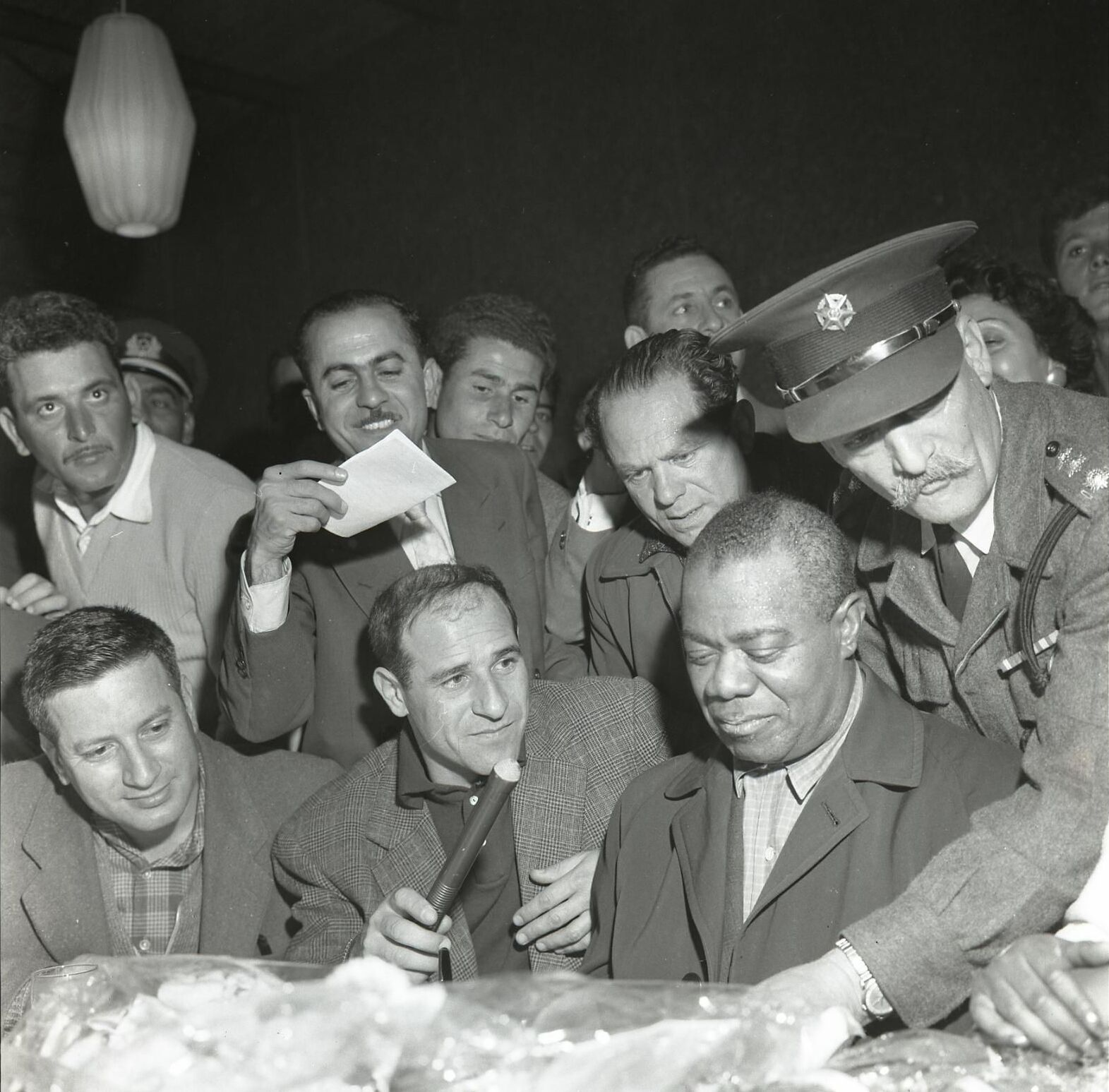
Visita de Louis Armstrong a Israel, abril de 1959.

Armstrong estuvo trabajando hasta poco tiempo antes de su muerte y, aunque en ocasiones en sus últimos años se inclinase hacia algunas interpretaciones triviales, en otras era capaz de demostrar un todavía asombroso dominio de la técnica y de la intuición musical que dejaba perpleja a su propia banda.[cita requerida]
Entre sus numerosos destinos artísticos, estuvieron lugares de África, Europa y Asia, bajo el patrocinio del Departamento de Estado de los Estados Unidos; el éxito fue tan grande que terminó por ser conocido como «Ambassador Satch» (embajador Satch).
Debido a problemas de salud, restringió sus actuaciones a lo mínimo hacia el final de su vida, aunque seguiría tocando hasta el día de su muerte.
Louis Armstrong sufrió un ataque al corazón en 1959, del cual se pudo recuperar para seguir tocando. Pero un segundo ataque al corazón en 1971, le obligó a guardar reposo durante dos meses. Se reunió nuevamente a tocar con su grupo el 5 de julio de ese mismo año y, al día siguiente, en Corona, Queens (Nueva York) murió mientras dormía por complicaciones de su corazón, un mes antes de cumplir 70 años de edad.

## Personalidad

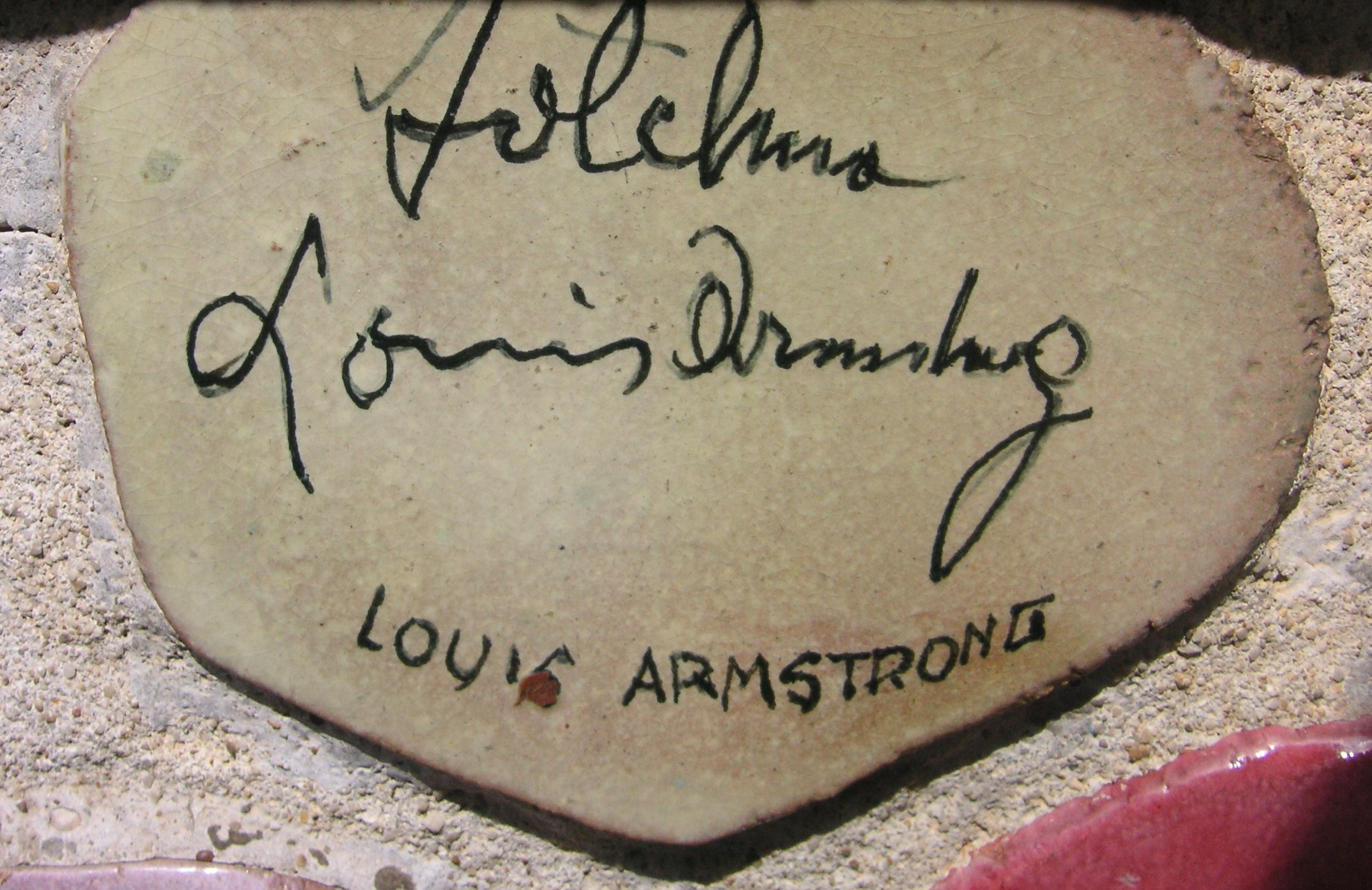
Autógrafo de Louis Armstrong.

El apodo Satchmo, o Satch, es una abreviación de Satchelmouth («boca de bolsa»). En 1932, el entonces editor de la revista Melody Maker, Percy Brooks, saludó a Armstrong en Londres diciendo «Hello, Satchmo!», abreviando Satchelmouth (probablemente, sin intención), y tal apodo tuvo éxito. A comienzos de su carrera también era conocido como Dippermouth («boca de cucharón»).
Ambas referencias tienen que ver con la forma en que embocaba su trompeta mientras tocaba. La situaba sobre sus labios de tal forma que tras muchas horas de interpretación, surgía en su labio superior una hendidura, de ahí el término «Dippermouth». Esta hendidura se puede observar en muchos retratos de Armstrong de ese periodo y tuvo que ver con la orientación de su carrera hacia el canto debido a que le llegó a suponer una traba a la hora de tocar la trompeta. En cualquier caso, tras un periodo en que no la tocó, enmendó su forma de tocar el instrumento y continuó con su carrera instrumental. Los amigos y algunos músicos cercanos le llamaban también Pops, que es como Armstrong se dirigía normalmente a ellos (excepto a Pops Foster, a quien siempre llamaba «George»).
El apodo «Satchmo» y la cálida personalidad sureña de Armstrong, combinados con su apego natural al espectáculo y a la búsqueda de una respuesta en el público, condujeron a la creación de un personaje público —la sonrisa, el sudor, el pañuelo— que terminó por ser al final de su carrera un tanto afectado y, según muchos, casi una caricatura racista de sí mismo.
Fue también criticado por aceptar el título de «King of The Zulus» (en la comunidad afroamericano de Nueva Orleans, un título honorífico para el jefe del carnaval negro Krewe, pero desconcertante y ofensivo para los foráneos por su vestido tradicional de falda verde y maquillaje de negro intentando satirizar las actitudes sureñas blancas) en el Mardi Gras de 1949.
La aparente insensibilidad racial de Armstrong al aceptar el título y el disfraz de King of the Zulus han sido vistos en ocasiones como parte de un defecto mayor de Armstrong: donde algunos vieron una personalidad gregaria e introvertida, otros veían a alguien que se esforzaba por atraer al público blanco aun a costa de convertirse en una caricatura de artista. Algunos músicos criticaron también a Armstrong por tocar ante audiencias segregadas y por no tomar una postura clara en el movimiento por los derechos civiles, sugiriendo que era un Uncle Tom (véase para el concepto asociado al término el artículo tío Tom). Billie Holiday, por su parte, siempre le disculpaba subrayando en él su gran corazón.
Con todo, Louis Armstrong fue un apoyo financiero muy importante para Martin Luther King y para otros activistas por los derechos civiles, aunque siempre prefiriese trabajar en esos asuntos de forma muy discreta, sin mezclar sus ideas políticas con su trabajo como artista.
Las pocas excepciones en que no cumplió esta norma se convirtieron entonces en muy efectivas: la crítica de Armstrong al presidente Eisenhower, llamándole «two-faced» (con dos caras) y «cobarde» debido a su inacción durante el conflicto de la segregación racial escolar en Little Rock (Arkansas) fue noticia nacional en 1957.[cita requerida] También protestó cancelando una gira por la Unión Soviética en nombre del Departamento de Estado diciendo que «por la forma en que están tratando a mi gente en el sur, el gobierno podría ir al infierno» y que él no podía representar a su gobierno fuera del país cuando estaba manteniendo un conflicto con su propio pueblo.
Fue alguien especialmente generoso, hasta el punto de decirse de él que había gastado tanto dinero en los demás como en sí mismo.
Por otra parte, Armstrong estuvo constantemente preocupado por su salud y por sus funciones corporales. Utilizó con frecuencia laxantes como forma de controlar su peso, una práctica que le llevó a fomentarla públicamente aportando su experiencia y opiniones en el libro Lose Weight the Satchmo Way. El laxante favorito de Armstrong en su juventud era Pluto Water, pero posteriormente se hizo un entusiasta del remedio natural Swiss Kriss, que también publicitó siempre que se le quiso oír.

## Música

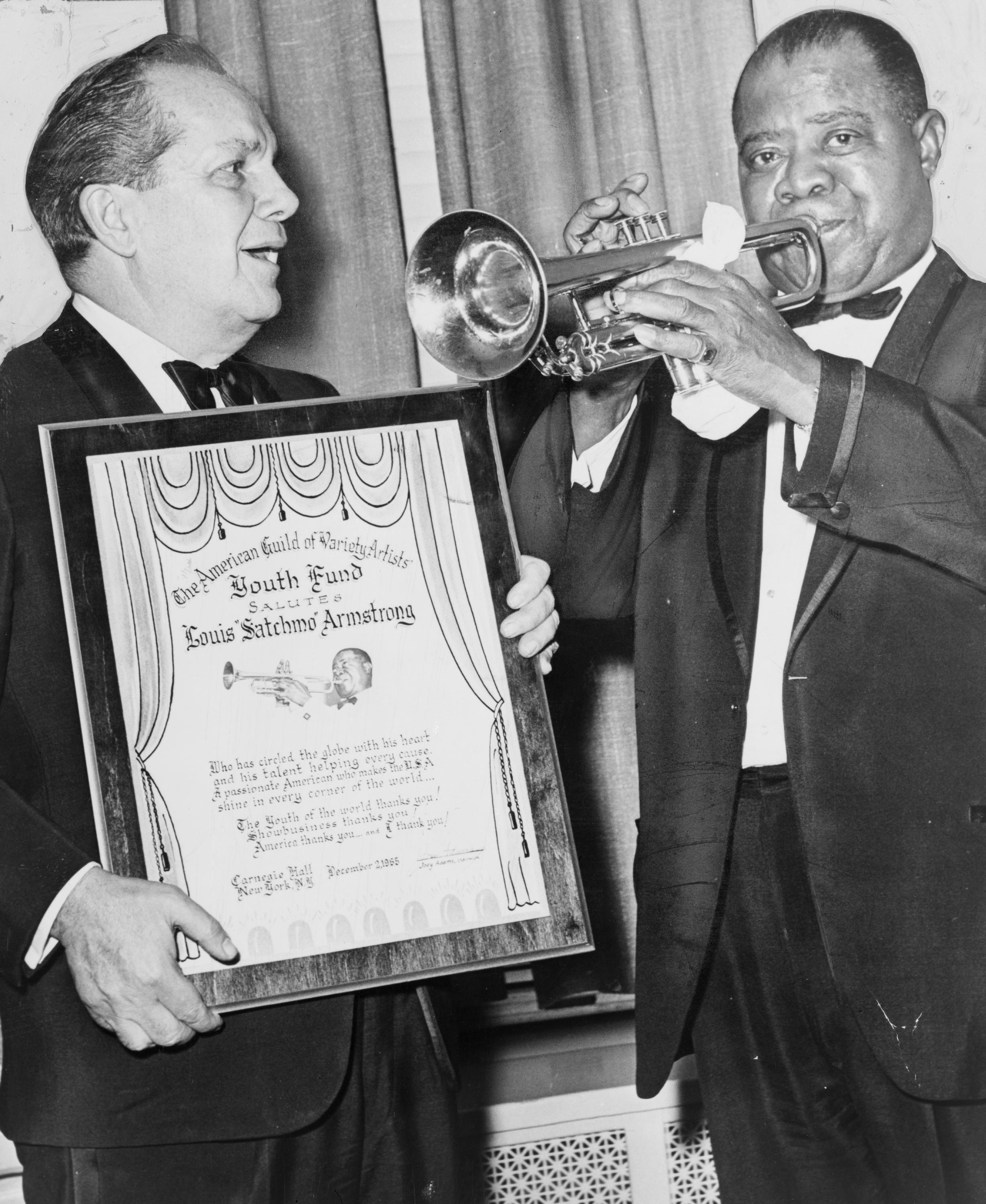
Armstrong recibiendo un premio de manos de Joey Adams en Carnegie Hall.

En sus primeros años, Armstrong era conocido sobre todo por su virtuosismo con la corneta y la trompeta. Su mejor sonido trompetístico se puede escuchar en las grabaciones con sus Hot Five y Hot Seven. Las improvisaciones que hizo en aquellas grabaciones sobre estándares del jazz de Nueva Orleans y sobre otras canciones populares del momento, han resistido perfectamente el paso del tiempo hasta el punto de soportar la comparación con cualquiera de las hechas por otros intérpretes posteriores.
La generación más antigua de jazzistas de Nueva Orleans se refieren con frecuencia a sus improvisaciones como variaciones melódicas. Las improvisaciones de Armstrong fueron novedosas y sofisticadas en su época, aunque eran sutiles y melódicas. Lo que normalmente hacía era recomponer los temas populares que tocaba, haciéndolos más interesantes. El toque de Armstrong está lleno de alegres, inspiradas y originales melodías, saltos creativos y ritmos sutilmente relajados o dinámicos. El genio de estas composiciones tan creativas se origina en la técnica interpretativa de Armstrong, conseguida tras una práctica constante que amplió su gama, su tono y las capacidades de la trompeta. En estas grabaciones, Armstrong casi llegó a crear sin ayuda de nadie el papel del solista de jazz, convirtiendo lo que era en esencia una música colectiva de tipo folk en una forma de arte con enormes posibilidades para la expresión individual.
La actividad de Armstrong en los años 1920 le llevó a tocar más allá de los límites de sus habilidades. Las grabaciones de los Hot Five, especialmente, presentan en ocasiones errores y omisión de notas, aunque son difícilmente perceptibles para una audiencia subyugada por unas actuaciones llenas de energía y espontaneidad. Hacia mediados de los años treinta, Armstrong alcanzó una seguridad plena al tener conciencia de lo que podía hacer y al realizar esas ideas con perfeccionismo.
A medida que su música progresaba y que su popularidad crecía, su canto también se convirtió en importante. Armstrong no fue el primero en grabar scat, pero fue uno de sus maestros y ayudó a popularizarlo. Consiguió un gran éxito con su interpretación de «Heebie Jeebies», con momentos de scat, y grabó «I done forgot the words» («Olvidé las palabras») en mitad de su grabación de «I'm a Ding Dong Daddy from Dumas». Tales grabaciones fueron éxitos y el canto scat se convirtió en parte importante de sus actuaciones. Más allá de esto, no obstante, Armstrong experimentaba con su canto, acortando o alargando las frases, insertando improvisaciones, usando su voz de forma tan creativa como lo hacía con su trompeta.

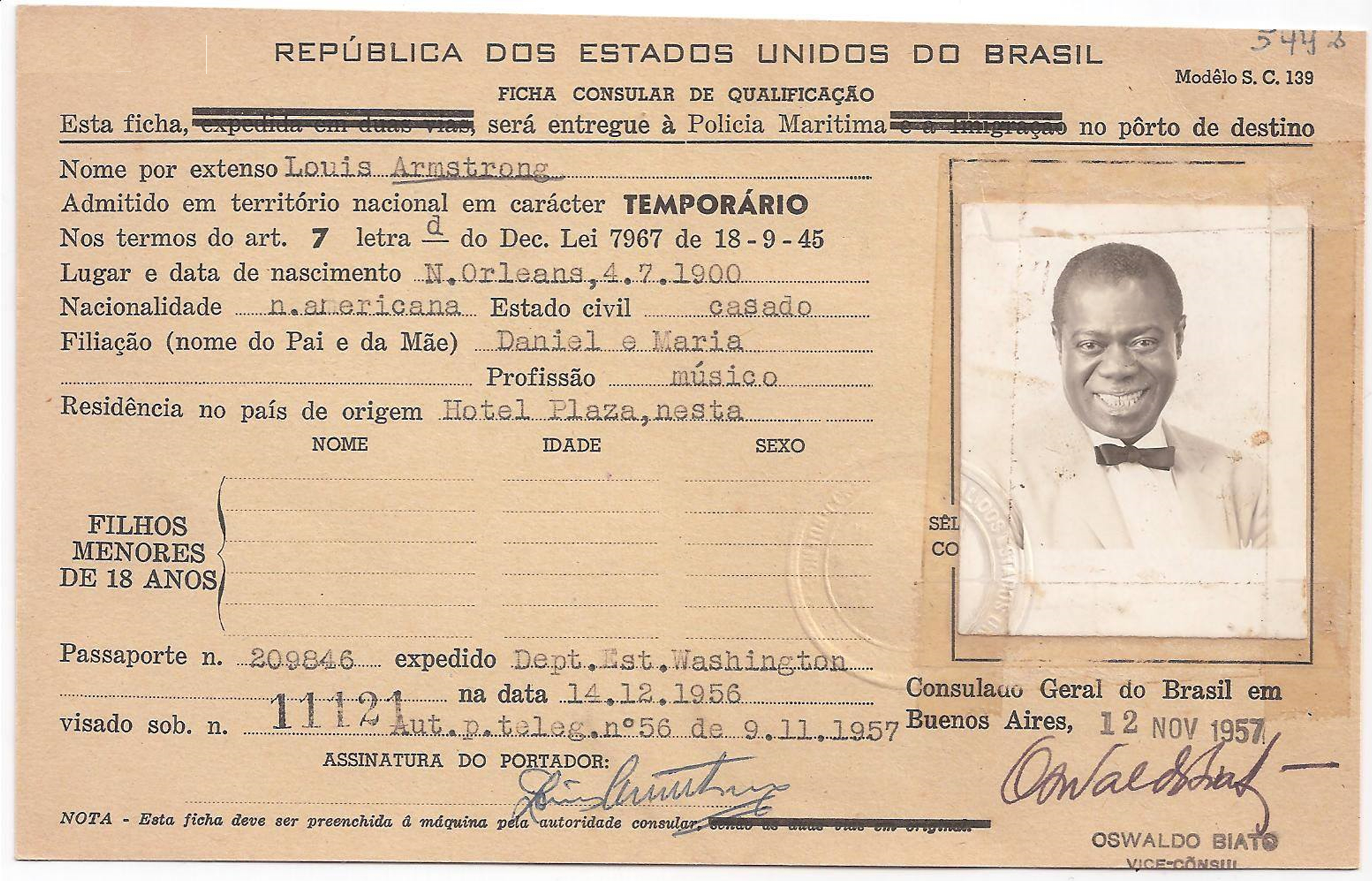
Registro de entrada de Louis Armstrong en Brasil, en 1957, cuando se encontró con Pixinguinha. Archivo Nacional del Brasil.

Durante su larga carrera, tocó y cantó con los más importantes instrumentalistas y vocalistas; entre ellos, con Jimmie Rodgers, Bing Crosby, Duke Ellington, Fletcher Henderson, Bessie Smith y, especialmente, con Ella Fitzgerald. Su influencia sobre Bing Crosby es particularmente importante con relación al consiguiente desarrollo de la música popular. Armstrong grabó tres discos con Ella Fitzgerald: Ella and Louis, Ella and Louis Again y Porgy and Bess para Verve Records. Sus grabaciones sobre temas de Fats Waller en Satch Plays Fats y su disco Louis Armstrong Plays W.C. Handy en los años cincuenta fueron quizá sus últimas grabaciones creativas realmente importantes, aunque grabaciones posteriores como Disney Songs the Satchmo Way tiene sus momentos musicales relevantes. En cualquier caso, sus últimas grabaciones son criticadas como simples o repetitivas.

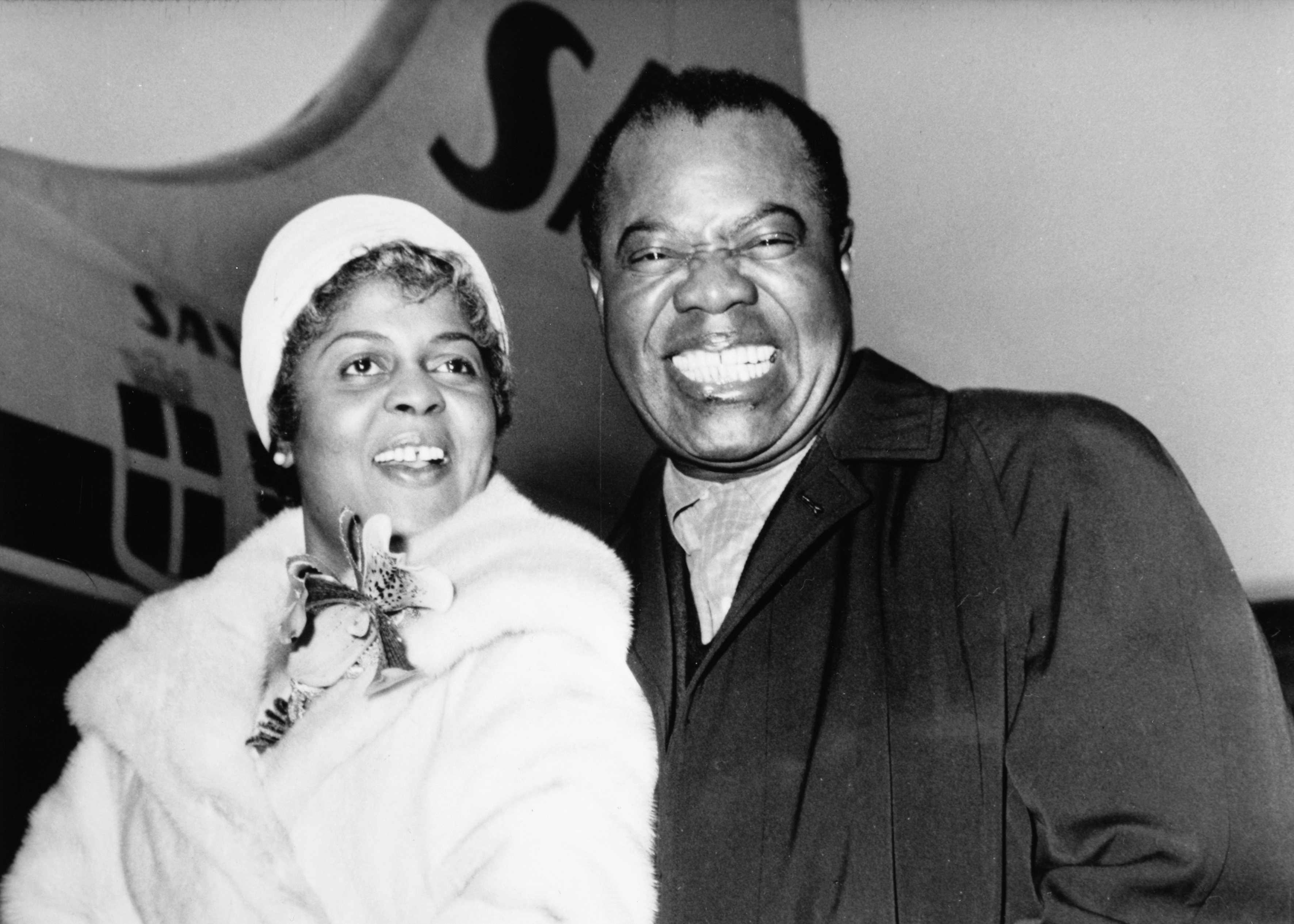
Armstrong con Lucille Wilson (década de 1960).

Armstrong logró a lo largo de su carrera un gran número de grandes éxitos con sus interpretaciones; entre ellos se cuentan «Stardust», «What a Wonderful World», «When the Saints Go Marching In», «Dream a Little Dream of Me», «Ain't Misbehavin'», «Stompin' at the Savoy», «We Have All the Time in the World» (parte de la banda sonora de la película de James Bond On Her Majesty's Secret Service y parte también de una anuncio de 1994 de Guinness), etc.
En 1964, Armstrong desbancó a The Beatles de lo alto del Billboard Top 100 con «Hello, Dolly», que proporcionó al intérprete de 63 años un récord en Estados Unidos al ser el artista de mayor edad en conseguir un número 1. En 1968, consiguió otro gran éxito en el Reino Unido con la altamente sentimental canción pop «What a Wonderful World», que copó las listas británicas durante un mes, aunque en Estados Unidos no tuviese tanto éxito. La canción caló todavía más en la conciencia popular cuanto fue usada en la película de 1987 Good Morning, Vietnam, alcanzando como consecuencia de ello una gran popularidad en todo el mundo. También sería utilizada nueve años más tarde en la película Doce monos.
Armstrong se aproximó a muchos tipos de música, desde el blues más enraizado a los arreglos más almibarados de Guy Lombardo, desde las canciones folk hispanoamericanas a sinfonías y óperas clásicas. Armstrong incorporó influencias de todas estas fuentes en sus interpretaciones, a veces provocando el aturdimiento de sus fanes, que querían que el artista se mantuviese en una línea más convencional. Armstrong fue situado en el Rock and Roll Hall of Fame al ser considerado como una de sus primeras influencias. Algunos de sus solos de los años cincuenta, como por ejemplo la roquera versión del «Saint Louis Blues» del disco con W. C. Handy, muestran que la influencia fue recíproca.

## Influencia y legado

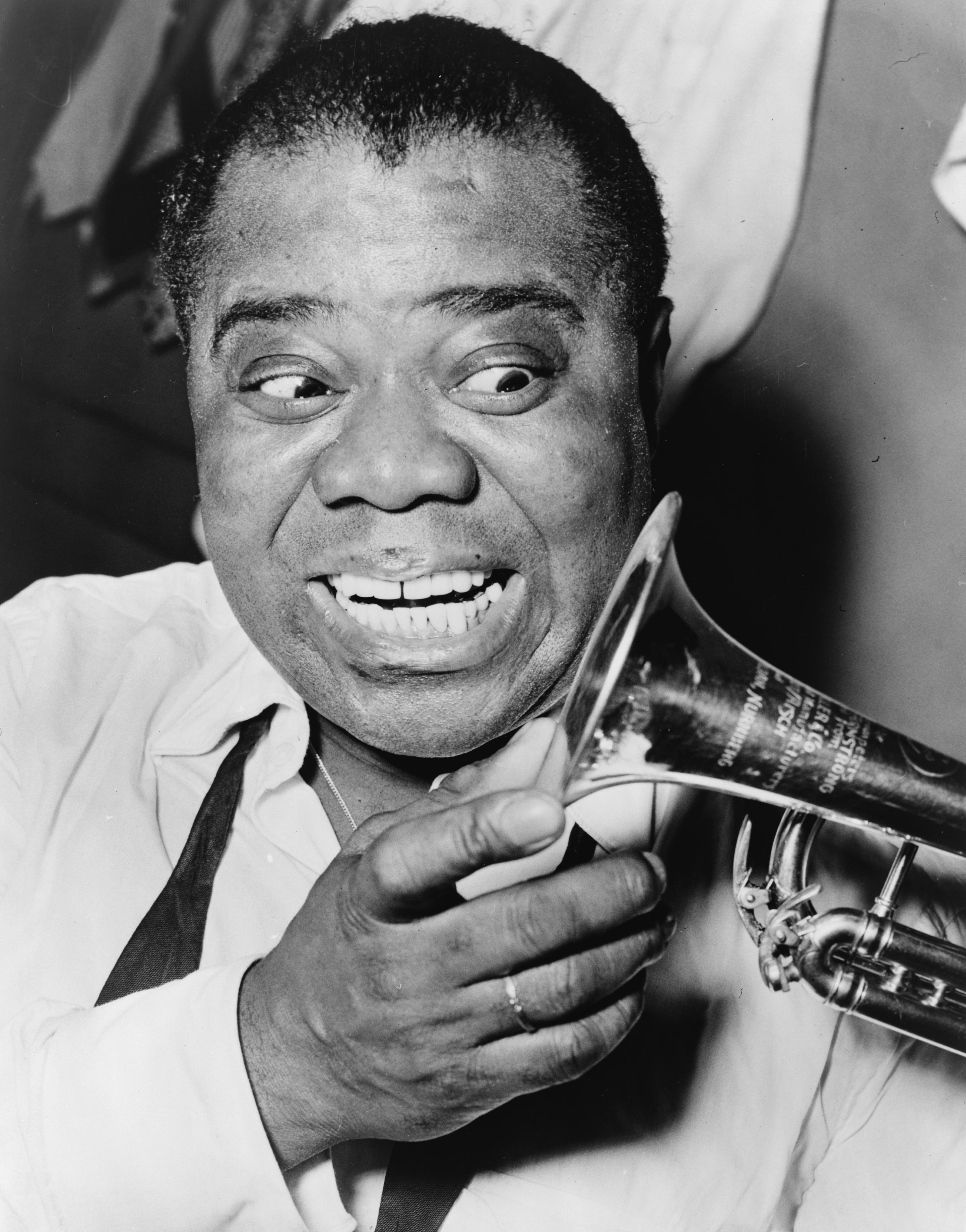
Louis Armstrong en 1953.

La influencia de Armstrong en el desarrollo del jazz es virtualmente inabarcable. Incluso se puede decir que a causa de su desbordante personalidad, tanto como figura pública en sus últimos años como intérprete, su contribución como músico y cantante ha podido ser infravalorada.
Como trompetista virtuoso, Armstrong tenía un toque único y un extraordinario talento para la improvisación melódica. A través de su toque, la trompeta emergió como un instrumento solista en el jazz. Fue un magnífico acompañante y músico de grupo, aparte de sus extraordinarias cualidades como solista. Con sus innovaciones, elevó el listón musical para todos los que vinieron detrás de él.
A Armstrong se le considera el inventor de la esencia del canto jazzístico. Tenía una voz extraordinariamente peculiar, grave y rota, que desplegaba con gran destreza en sus improvisaciones, reforzando la letra y la melodía de una canción con propósitos expresivos. Fue también un gran experto en el scat, e incluso de acuerdo con algunas leyendas lo había llegado a inventar él durante su grabación de «Heebie Jeebies» al verse obligado a improvisar sílabas sin sentido al caérsele las partituras al suelo. Billie Holiday, Bing Crosby y Frank Sinatra son ejemplos de cantantes influidos por él.
Armstrong apareció en más de una docena de películas de Hollywood (aunque en pocas con cierta relevancia), habitualmente de director de banda o como músico. Fue el primer afroamericano en protagonizar un espectáculo radiofónico de ámbito nacional en los años treinta. Realizó también apariciones televisivas, especialmente en los cincuenta y sesenta, entre las que se incluyen apariciones en el The Tonight Show de Johnny Carson. Louis Armstrong tiene una estrella en el Paseo de la Fama de Hollywood en el 7601 Hollywood Boulevard.
Muchas de las grabaciones de Armstrong siguen siendo populares. Más de cuatro décadas después de su muerte, un gran número de ellas de todos los periodos de su carrera están accesibles al público en una forma que no lo estuvieron en vida de él. Sus canciones son emitidas y escuchadas habitualmente, y son honradas en películas, series de televisión, anuncios, e incluso en anime y juegos de ordenador. «A Kiss to Build a Dream on» fue incluida en el juego de ordenador Fallout 2, como acompañamiento de la introducción. Sus grabaciones con Joe Oliver y su Creole Jazz Band continúan siendo escuchadas como documentos del estilo grupal del jazz de Nueva Orleans. Demasiado a menudo, sin embargo, de Armstrong solo queda su toque sublime de trompeta en medio de orquestas planas y convencionales. «Melancholy Blues», interpretada por Armstrong y sus Hot Seven, fue incluida en el Voyager Golden Record y enviada al espacio como representante de los más grandes logros de la humanidad.
Armstrong creó una fundación no lucrativa para la Educación Musical de niños discapacitados y legó su casa y lo sustancial de sus archivos de escritos, libros, grabaciones y recuerdos a la City University del Queens College de Nueva York, todo ello una vez que se hubiese producido también la muerte de su mujer Lucille. Los Archivos de Louis Armstrong están abiertos a los investigadores y su casa fue abierta al público como museo el 15 de octubre de 2003.
El principal aeropuerto de Nueva Orleans lleva como nombre Aeropuerto Internacional Louis Armstrong. Ángel González le dedicó el poema La trompeta, integrado en su libro Tratado de urbanismo (1967).

## Discografía
- 1923: Louis Armstrong with King Oliver (Milestone)
- 1923: Clarence Williams' Blue Five (CSB)
- 1928: Hot Fives And Sevens, Vol. 3 (JSP)
- 1931: Stardust (Portrait)
- 1933: Louis Armstrong Sings the Blues (RCA)
- 1947: Satchmo at Symphony Hall, Vol. 2 [live] (Decca)
- 1949: Satchmo Serenades (Polygram Records)
- 1951: Satchmo at Pasadena [live] (Decca)
- 1954: Louis Armstrong Plays W.C. Handy (Columbia/Legacy)
- 1955: Louis Armstrong at the Crescendo, Vol. 1 [live] (Decca)
- 1955: Ambassador Satch (Columbia/Legacy)
- 1955: Satch Plays Fats: The Music of Fats Waller (Sony)
- 1955: Satchmo the Great (Sony)
- 1956: Ella and Louis (Polygram Records)
- 1956: Pasadena Civic Auditorium June 20, 1956 (Giants of Jazz)
- 1956: High society
- 1957: Porgy & Bess (Polygram Records)
- 1957: Ella and Louis Again (Polygram Records)
- 1957: Louis Armstrong Meets Oscar Peterson (Polygram Records)
- 1957: Louis and the Angels (Umvd Labels)
- 1959: The Five Pennies (Decca)
- 1960: Happy Birthday, Louis! Armstrong & His All-Stars (Omega)
- 1960: Satchmo Plays King Oliver (Varese Sarabande)
- 1961: Together for the First Time [Con Duke Ellington] (Roulette)
- 1963: Hello, Dolly! (Mca)
- 1968: What a Wonderful World (ABC Records)
- 1968: Disney Songs the Satchmo Way (Disney)
- 1969: On Her Majesty's Secret Service (Capitol). BSO de 007 al servicio de su majestad.
- 2002: The Best of Louis Armstrong: The Hot Five and Seven Recordings (Columbia/Legacy)
- 2002: Satchmo Live (Orpheus Records)
- 2006: Complete New York Town Hall & Boston Symphony Hall Concerts (DeFinitive)

## Filmografía
- Johnny Mercer: The Dream’s on Me, dirigida por Bruce Ricker (2009)
- Hello, Dolly!, dirigida por Gene Kelly (1969)
- Tu mano en la mía (The Five Pennies), dirigida por Melville Shavelson (1959)
- Alta sociedad (High Society), dirigida por Charles Walters (1956)
- Música y lágrimas (The Glenn Miller Story), dirigida por Anthony Mann
- Nace una canción (A Song Is Born), dirigida por Howard Hawks (1948)
- Una cabaña en el cielo (Cabin in the Sky), dirigida por Vincente Minnelli (1943)
- Ex-Flame, dirigida por Victor Halperin (1930)

## Premios y nominaciones
Premios Grammy
| Año  | Trabajo       | Categoría                                                          | Resultado |
| ---- | ------------- | ------------------------------------------------------------------ | --------- |
| 1961 | Paris Blue    | Mejor álbum o grabación de banda sonora para película o televisión | Nominado  |
| 1964 | Hello, Dolly! | Grabación del año                                                  | Nominado  |
| 1964 | Hello, Dolly! | Mejor interpretación vocal masculina                               | Ganador   |
| 1972 |               | Lifetime Achievement Award                                         | Ganador   |